# Lord of Mysteries
Guǐmì zhī zhǔ (chinesisch 诡秘之主, englisch Lord of the Mysteries) ist eine chinesische Light-Novel-Reihe im Genres Steampunk, Fantasy und Lovecraftian horror, welche von Cuttlefish That Loves Diving verfasst wurde.

## Veröffentlichung
Der Light Novel wurde am 1. April 2018 von Qidian Chinese Network veröffentlicht. Sie besteht aus acht Bänden und insgesamt 1430 Kapiteln. Die Reihe wurde in Koreanisch, Englisch und Thai übersetzt und von verschiedenen Publishern veröffentlicht. Gegen Ende 2020 wurde das Finale von acht Büchern fertiggestellt und die Serie damit abgeschlossen. Der englische Name der Reihe wurde 2021 von Lord of the Mysteries zu Lord of Mysteries geändert. Im Jahr 2022 wurde die Reihe – aufgrund des hohen Interesses – in die Sammlung der British Library aufgenommen. Seit 4. März 2023 wird die Fortsetzung Namens Circle of Inevitability veröffentlicht.